# Homesick (Trevor Daniel)
Homesick è il primo EP del cantante statunitense Trevor Daniel, pubblicato l'11 ottobre 2018 dalla Alamo.

## Tracce
1. Falling – 2:39 (Trevor Neill, KC Supreme, Taz Taylor)
2. Mess – 2:48 (Trevor Neill, E-Trou, Taz Taylor, TouchofTrent)
3. On My Own – 2:34 (Trevor Neill, Taz Taylor, mjNichols)
4. For You – 2:43 (Trevor Neill, JRHitmaker, Jol'z, KC Supreme, Taz Taylor, TouchofTrent)
5. Wild – 3:06 (Trevor Neill, Taz Taylor, Weston Weiss)
6. I Don't Know – 3:11 (Trevor Neill, Devin Wright, Edgard Herrera, Taz Taylor, mjNichols)

## Successo commerciale
Il piazziamento riscontrato nella Billboard Hot 100 dal singolo Falling ha fatto in modo di garantire il debutto di Homesick alla 171ª posizione nella Billboard 200 statunitense nella pubblicazione del 30 novembre 2019. Da allora, l'EP ha raggiunto la posizione numero 64.

## Classifiche

### Classifiche settimanali
| Classifica (2020) | Posizione massima |
| ----------------- | ----------------- |
| Canada            | 37                |
| Stati Uniti       | 64                |

### Classifiche di fine anno
| Classifica (2020) | Posizione |
| ----------------- | --------- |
| Stati Uniti       | 178       |